# 막스 뮐러

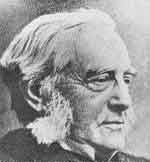
늙은 시절의 막스 뮐러

프리드리히 막스 뮐러(Friedrich Max Müller, 1823년 12월 6일 – 1900년 10월 28일)는 독일 출신의 영국 철학자이자 동양학자이다. 빌헬름 뮐러의 아들로, 막스 뮐러로 더 알려져 있다. 인도 연구에 관한 학문 분야를 서양에서 창시한 사람 중의 한 명이다. 뮐러는 인도사상에 대한 학술서적과 대중서적을 썼다. 비교종교학의 권위자이다.

## 같이 보기
- 난조 분유(南條文雄, 1849~1927) - 막스 뮐러와 함께 연구한 일본인 불교학자